# Герб Канади
Герб Канади — один з національних символів Канади. Без опису:(

## Історія

### Домініон Канада
Історія канадського герба бере свій початок з 1867 році, коли представниками Нового Брансвіка, Нової Шотландії та провінції Канади в Лондоні було ухвалено Акт Британської Північної Америки, результатом якого стало створення домініону Канади. В 1868 році за декретом королеви Вікторії було створено «Велику печатку Канади» (перший герб колонії). Створений герб був поєднанням гербів чотирьох канадських провінцій: Нового Брансвіка, Нової Шотландії, Квебека та Онтаріо.
Герб домініону Канада зразка 1868 року був четвертним щитом англійської форми. У верхньому лівому куту розміщувався герб провінції Онтаріо у вигляді трьох жовтих кленових листків на синьому тлі, увінчаних англійським червоним хрестом. У верхньому правому куті розміщувався герб Квебеку, у вигляді двічі перетятого щита, де у верхній частині на жовтому тлі розміщувалось зображення двох французьких королівських лілій, у середньому червоному полі — англійський лев, та з трьома зеленими кленовими листками у нижній жовтій частині. В нижньому лівому куті розміщувався герб Нової Шотландії, що мав вигляд двічі перетятого щита, у верхньому і нижньому жовтих полях якого зображено відповідно два та однин шотландський чортополох та середнє лазурове поле із зображенням лосося. У нижньому правому куті розміщувався герб Нового Брансвіка, в нижньому полі якого розміщувалося зображення корабля, що пливе, а у верхньому — зображення англійського лева на червоному тлі. Прийнятий герб став також беджем, що використовувався й на канадському прапорі.
В 1870 році до складу Канади входять землі компанії Гудзонової затоки, з яких було створено провінцію Манітоба. Герб провінції також став елементом герба Канади. Герб Манітоби до 1905 року мав вигляд щита, розтятого на дві частини: більшу нижню та меншу верхню. У нижній частині зеленого кольору розміщувалось зображення трьох золотих снопів пшениці. У верхній частині з лівого боку знаходилось зображення прямого червоного та косого білого хрестів на синьому тлі. З правого боку на синьому тлі розміщувалось зображення трьох золотих лілій.
1871 року до складу Канади приєдналась Британська Колумбія. До 1906 року провінція не мала власного гербу, тому на гербі Канади варіанту 1871 року провінція була представлена емблемою у вигляді корони, увінчаної левом та оточеної вінком і першими літерами назви провінції (B і C).
З приєднанням до Канади у 1873 році Острова Принца Едварда герб домініону доповнився зображенням нижньої частини гербу провінції, а саме зображенням великого та трьох маленьких дубків на зеленому острівці з девізом «Малий під захистом великого» (лат. Parva sub ingenti). Порядок розміщення емблем провінцій, приєднаних протягом 1870-1873 років, на гербі Канади не був регламентований: герби могли бути розміщені в різному порядку, або бути взагалі відсутніми — обов'язковим було використання лише герба зразка 1870 року з зображенням гербів чотирьох перших провінцій.
Через надмірну складність герба на початку ХХ століття було прийняте рішення не додавати до гербу країни нових елементів.

### Динаміка змін елементів герба

1868
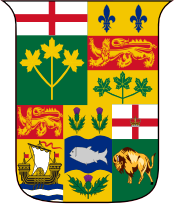
1870
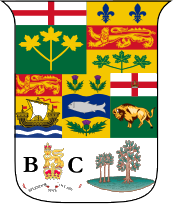
1873
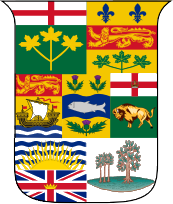
1896
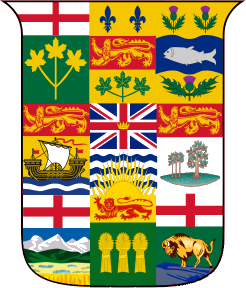
1907
1921
1957
1994